# 夫妻在家看黄碟事件
夫妻在家看黄碟事件，也称“黄碟案”，是发生在中国陕西省延安市警方在2002年8月18日进入民宅查获淫秽录像的事件。此事件在中国引起了公众对隐私权、警察权力、公民私权与国家公权边界等问题的广泛关注。

## 事件经过

### 查处
2002年8月18日23时，陕西省延安市万花山派出所接到举报，一居民家正播放“黄碟”，派出所四名民警前往调查。民警从窗口发现房间内的电视机正在播放淫秽录像，找藉口进入该居民家中，表明身份，并要求两人拿出“黄碟”。张某为阻止民警的调查，抡起木棍砸向一名民警，致使该民警手被打肿，另一名民警的衣服被抓破；派出所以妨害公务罪名将张某带回派出所，并将从现场搜到的3张光碟连同电视机、影碟机作为证据带回。被刑事拘留后，张某曾向采访的记者表示，四名将其带回派出所的民警在他住所内时没有戴警帽，也没有佩带警号和警徽，仅身着警服。

### 拘留
张某在交了1000元“暂扣金”之后领回了被拿走的电视机和影碟机。张某的妻子告诉采访记者，原本要求缴纳3000元，经协商才降到1000元。
2002年10月21日，延安宝塔区公安分局治安大队将张某以妨害公务罪刑事拘留。同年11月5日，张某取保候审。一个月后，张某被解除取保候审，宝塔分局撤销此案。

### 事件处理
2002年12月31日，陕西省延安市宝塔区公安分局向当事人赔礼道歉，一次性补偿当事人人民幣29137元（含医疗费、误工费等）。
次年，陕西省延安市宝塔区公安分局免除主要责任人万花山派出所所长贺宏亮职务，调任其他岗位。其他两名协警也被公安机关辞退。

### 影响
因为“黄碟案”的影响，张某夫妻无法再维持宁静的生活。2003年6月，张某夫妻前往西安谋生，依旧为“黄碟案”的影响所困扰。

## 评论
北京大学法学院教授贺卫方认为“这则案例，鼓舞市民应该为私人权利受到尊重而进行勇敢斗争”。
北京大学法学院教授苏力认为因为“有人举报”，说明“看黄碟”并非是私密的行为，警方如果不出警可能会面对不负责任的指责。评论此案的法律人忽视司法与执法的实际。